# Кульбаки (Минская область)
Кульбаки (бел. Кульбакi) — бывшая деревня в Червенском районе Минской области Белоруссии, ныне часть деревни Колодежи.

## Географическое положение
Расположена в 12 км восточнее райцентра, в 74 км к юго-востоку от Минска, в 30 км от железнодорожной станции Пуховичи линии Минск—Осиповичи, в 3,9 км (по дороге, по прямой — 3,2 км) от автодороги M-4 Минск—Могилёв.

## История
Деревня, предположительно, основана в начале 1920-х в рамках проведения политики «прищеповщины», предполагавшей расселение крестьян на хутора. На начало 1930-х деревня насчитывала 10 дворов. В 1966[уточнить] году деревня Кульбаки была включена в черту деревни Колодези.

## Современность
В настоящее время территорию Кульбаков занимает улица Южная деревни Колодежи. Среди местных и сегодня употребляется ряд мелких топонимов.